# Любомирская, Анна Мария
Княгиня Анна-Мария Любомирская (Анна Мария Хадик де Футак) (пол. Anna Maria Lubomirska, Anna Maria Hadik de Futak; ок. 1743 — 18 июля 1803, Тарнув) — дворянка, придворная дама и любовница последнего короля Речи Посполитой Станислава Августа Понятовского, дама Ордена Звездного Креста.

## Биография
Она была дочерью австрийского фельдмаршала графа Андраша Хадика (1710—1790) и польской графини Марии Терезии Лихновской (1725—1787). В то время, когда отец был комендантом крепости в Буде, она встретила там осуждённого на 15 лет тюрьмы польского князя-магната Ежи Марцина Любомирского (1738—1811) и влюбилась в него, решив выйти за него замуж. Отец после проверки имущественного положения пленника начал хлопотать о его помиловании, и эти хлопоты завершились успехом. 5 июня 1765 году в Сибиу состоялась свадьба молодой пары. В 1770 году у супругов родилась единственная дочь, Люсия Франциска (1770—1811). Брак Анны Марии и Ежи Марцина закончился разводом в 1776 году.
После своего развода герцогиня Любомирская проживала в Варшаве, где быстро попала к королевскому двору. Около 1778 года она стала любовницей короля Станислава Августа Понятовского. Согласно биографам короля, Анна-Мария очаровала короля необычной красотой, она была блондинкой с синими глазами. От связи с Понятовским у Любомирской родился хромой сын, которого король не захотел признать. В его отцовстве подозревался также королевский адъютант Тадеуш Козловский. В документах и письмах сын Любомирской упоминался под псевдонимом — Kaprowicz vel Kaprynski. Анна-Мария Любомирская получала от короля письма и значительную финансовую помощь. Финансовыми делами Любомирской занимался королевский секретарь, швейцарец Петр Моррис Глейр. Сама княгиня не знала польского языка. После серии процессов из-за имущества Анна-Мария Любомирская вместе со своей дочерью Лусией уехала из Варшавы в Галицию. Историки из города Тарнув благодаря изучению метрических книг Тарнувского собора смогли установить, что княгиня Любомирская последние годы жизни провела именно в Тарнуве, поселившись в доме на Соборной Площади, 3. В свидетельстве о смерти записан возраст 54 года. Она была похоронена на старом кладбище в Тарнуве.